# 范叔孫
范叔孫（？—？），吳郡钱唐县（今浙江省杭州市西靈隱山麓）人。南朝宋時間在竟陵王劉誕之下任國中軍將軍，但在孝建年初辭職。

## 生平
范叔孫自小仁厚，周濟貧窮應急，和他同里的有不少曾經接受過他的幫助，有病者救濟，死去者殮殯，鄉間甚至有歌曲表揚其義行，曾受范叔孫恩惠的分別有：
- 范法先：同時瘟疫死去父母及兄弟七人，剩餘范法先但亦病危，導致父母兄弟屍首整月沒人處理。范叔孫得知後預備棺木，親自為其殮殯。
- 施淵夫：父母死去，但施淵夫有病，所以沒人殮葬。
- 范苗：父子一同死去。
- 危敬宗：一家六人一同染病，有兩人死去，親戚鄰居都畏懼而避開及不敢看顧。[5][6]

## 延伸阅读
[在维基数据编辑]
 《宋書/卷91》，出自沈约《宋书》
 《南史·卷73》，出自李延壽《南史》